# Dionizij Areopagit
Dionizij Areopagit (grško Διονύσιος ὁ Ἀρεοπαγίτης - Dionysios ho Areopagites), starogrški filozof, teolog in cerkveni oče, * 5./6. stoletje, najverjetneje Sirija. 
Zavzema osrednje mesto med grškimi cerkvenimi očeti po kalcedonskem koncilu in velja za »očeta krščanske mistike«.

## Življenjepis
Kot psevdonim si je vzel ime Atenca, ki ga je spreobrnil Pavel (Apd 17,34). Gre za zgodnjekrščanskega mistika, čigar življenje in ime sta nam neznana. Dionizij je edini primer v teologiji, ki je kljub svoji veličini skril svojo istovetnost. Z velikim zaničevanjem so mu dodajali vzdevek Psevdo. Očitali so mu odvisnost od Plotina in Prokla, odrekali so mu izvirnost mišljenja in ga celo imeli za ponarejevalca.

## Delo
Njegov opus obsega štiri razprave in deset pisem. Spis O Božjih imenih (De divinis nominibus) govori o Božjih imenih, ki so razodeta v Svetem pismu. S pomočjo teh imen želi priti do Božjih lastnosti, se Bogu približati. Bog je sicer brez imena, a ima vendar mnogo imen. V Nebeški hierarhiji (De caelesti hierarhia) govori o nevidnem svetu in našteva redove angelov, ki zavzemajo mesto med Bogom in Cerkvijo. V Cerkveni hierarhiji (De esslesiastica hierarhia) gre za podobno strukturo. Obravnavani so trije zakramenti (krst, evharistija in maziljenje), trije duhovniški stanovi (škof, duhovnik, diakon) in trije podrejeni stanovi (menihi, kristjani in spokorniki). Razprava O mistični teologiji (De mystica theologia) govori o mističnem zedinjenju duše z Bogom. Duša se odpove vsaki lastni dejavnosti in hotenju, da bi izkusila neposredno zedinjenje z Bogom kot ekstatično doživetje. Deset pisem je naslovljenih na može apostolskega časa. V njih se večkrat sklicuje na svoje večje razprave. Iz vsega Dionizijevega opusa sije duh krščanske celovitosti. V vsem dosega ravnovesje med simbolično in mistično, med cerkveno in kozmično, med zemeljsko in nebeško teologijo.
Dionizij se opira na novoplatonistično izročilo, ki ga je posredoval Jamblih in ki je konec četrtega stoletja prevladovalo na atenski platonski Akademiji. Najbolj znan predstavnik te šole je Proklos. Dionizijeva misel je zelo podobna Proklovi. Gre za sistematizacijo Plotinovega nauka, vendar Proklos veliko bolj dovzeten za poganska verovanja in običaje. Proklos poudarja dejstvo (na katerega bo pozoren tudi Dionizij), da je hierarhija bivanja na vrhu in na dnu preprosta, zapletenejša pa je v sredini. Proklove tri resničnosti henade, umi in duše imajo vzporednice v Dionizijevih treh hierarhijah: v Tearhiji, nebeški in cerkveni hierarhiji.
V osnovne pojme in v miselne ter izrazne oblike novoplatonizma je torej Dionizij Areopagit  vnesel svetopisemske in cerkvene motive.
Bistvena poteza areopagiteske teologije je v tem, da nas vodi od vidnega, spoznavnega, od pojmovno dojemljivega k dejanskemu bistvu stvari. Dionizij uporabi razlikovanje med theorio (motrenjem) in theurgio (bogo-delovanjem). Zakramenti so zanj krščanska theurgija (z drugimi besedami krščanska magija, ali drugače krščanska uporaba snovnosti), s pomočjo katere se uresničuje človekov odnos z Božanskim. Pri Dioniziju gre torej za Telogijo, ki ni toliko vedenje o Bogu, temveč predvsem spoznanje Boga preko motrenja. Govori o raznih vrstah teologije: simbolični, katafanični in apofatični. V 3. poglavju spisa O mistični teologiji razpravlja o tem, kaj so katafanična (pritrdilna) in kaj apofatična (zanikajoča) bogoslovja. Katafanično bogoslovje obravnava tisto, kar o Bogu trdimo, apofatična teologija pa obravnava naše razumevanje Boga ko obnemimo, ko nam govor in misel v njegovo prisotnosti enostavno odpovesta. Po Dioniziju nam teologija ne pove kako moramo Bogu pripisovati določene lastnosti, ampak kako naj ga slavimo. Areopagit ne verjame v emanacijo. Veruje v stvarjenje iz nič. Svojega bivanja namreč ne prejmemo od drugih ustvarjenih stvari, ki so v hierarhijah na višjem položaju od nas, ampak nas neposredno ustvarja sam Bog. Za Dionizija je zelo značilno odklanjanje apologetike. Zavračal jo je, ker se z njo človek spusti na raven napadlaca. Njemu ne gre toliko za dokazovanje, ampak za poveličevanje. Himnična teologija je zanj metodologija teološkega mišljenja in govorjenja.
Njegova mistična teologija postavlja izkustvo mističnega zedinjenja z Bogom v okvir, ki ohranja temeljni krščanski uvid, da Bog ni najvišji del človeka, temveč je presežen. Bog je tisti , ki je vse ustvaril iz nič, a je vseeno nespoznaten, saj je popolnoma drugačen. Mistično zedinjenje se izvrši s tem, da duh ne pusti za seboj samo območja vidnega sveta, ampak tudi območje mišljenja in onkraj vsega spoznanja »prodre v temino, v kateri prebiva Bog«. 
Areopagit je najbolj znan predstavnik negativne ali apofatične smeri mistične teologije, njegova mistična teologija je torej zgoščena predstvaitev apofatizma in je imela velik vpliv na filozofe in teologe, predvsem pa na mistike srednjega veka. Posebno avtoriteto mu je dal Maksim Spoznavalec (dionizijevsko izročilo je zelo visoko ovrednotil in do neke mere preoblikoval, da je dokončno stopilo v bizantinsko teologijo in jo povsem prekvasilo). Nikolaj Kuzanski pa je sprejel njegovo negativno teologijo. Dionizij je za krščanski Vzhod in Zahod postal velik učitelj poklonitve duha pred Bogom in poveličujočega mišljenja.